# Jertisz Pavlodar FK
A Jertisz Pavlodar vagy orosz nevén Irtis Pavlodar (kazak betűkkel Ертіс Павлодар Футбол Клубы, magyar átírásban Jertisz Pavlodar Futbol Klubi, nyugati sajtóban Irtysh Pavlodar) kazak labdarúgócsapat Pavlodarból. Jelenleg a kazak labdarúgó-bajnokság élvonalában szerepel.
A Jertisz eddig 5 alkalommal nyerte meg a kazak nemzeti bajnokságot, illetve egy alkalommal hódította el a kazak labdarúgókupát. Nevét a városon keresztülfolyó Jertisz (orosz betűkkel Иртыш, magyar átírásban: Irtis) folyóról kapta.

## Korábbi nevek
- 1965–1968: Irtis
- 1968–1993: Traktor
- 1993–1996: Anszat
- 1996–1999: Jertisz
- 1999–2000: Jertisz-Basztau

2000 óta jelenlegi nevén szerepel.

## Sikerei
- Kazak labdarúgó-bajnokság (Premjer-Liga)
  - Bajnok (5 alkalommal): 1993, 1997, 1999, 2002, 2003
  - Ezüstérmes (3 alkalommal): 1994, 1996, 2004
  - Bajnok (5 alkalommal): 1992, 1998, 2000, 2008, 2010

- Kazak kupa (Kazaksztan Kubogi)
  - Győztes (1 alkalommal): 1998
  - Ezüstérmes (2 alkalommal): 2001, 2002

## Eredmények

### Európaikupa-szereplés

#### Összesítve
| Kupa            | J | GY | D | V | LG–RG |
| --------------- | - | -- | - | - | ----- |
| Bajnokok Ligája | 2 | 0  | 1 | 1 | 1–2   |
| Európa-liga     | 2 | 1  | 0 | 1 | 2–2   |
| Összesítve      | 4 | 1  | 1 | 2 | 3–4   |

#### Szezonális bontásban
| Idény     | Kupa            | Forduló         | Klub                  | 1. mérk. | 2. mérk. | Össz. |
| --------- | --------------- | --------------- | --------------------- | -------- | -------- | ----- |
| 2003–2004 | Bajnokok Ligája | 1. selejtezőkör | Omónia                | 0–0      | 1–2      | 1–2   |
| 2009–2010 | Európa-liga     | 1. selejtezőkör | Szombathelyi Haladás  | 0–1      | 2–1      | 2–2   |
| 2011–2012 | Európa-liga     | 1. selejtezőkör | Jagiellonia Białystok | 0–1      | 2–0      | 2–1   |
|           |                 | 2. selejtezőkör | SZK Olimpi Rusztavi   | 1–1      | 0–2      | 1–3   |

Megjegyzés: Az eredmények minden esetben a Jertisz Pavlodar szemszögéből értendőek, a félkövéren jelölt mérkőzéseket pályaválasztóként játszotta.